# Xanthocanace sabroskyi
Xanthocanace sabroskyi är en tvåvingeart som beskrevs av Wayne N. Mathis och Amnon Freidberg 1982. Xanthocanace sabroskyi ingår i släktet Xanthocanace och familjen Canacidae.
Artens utbredningsområde är Egypten. Inga underarter finns listade i Catalogue of Life.